# Austin A40 Sports

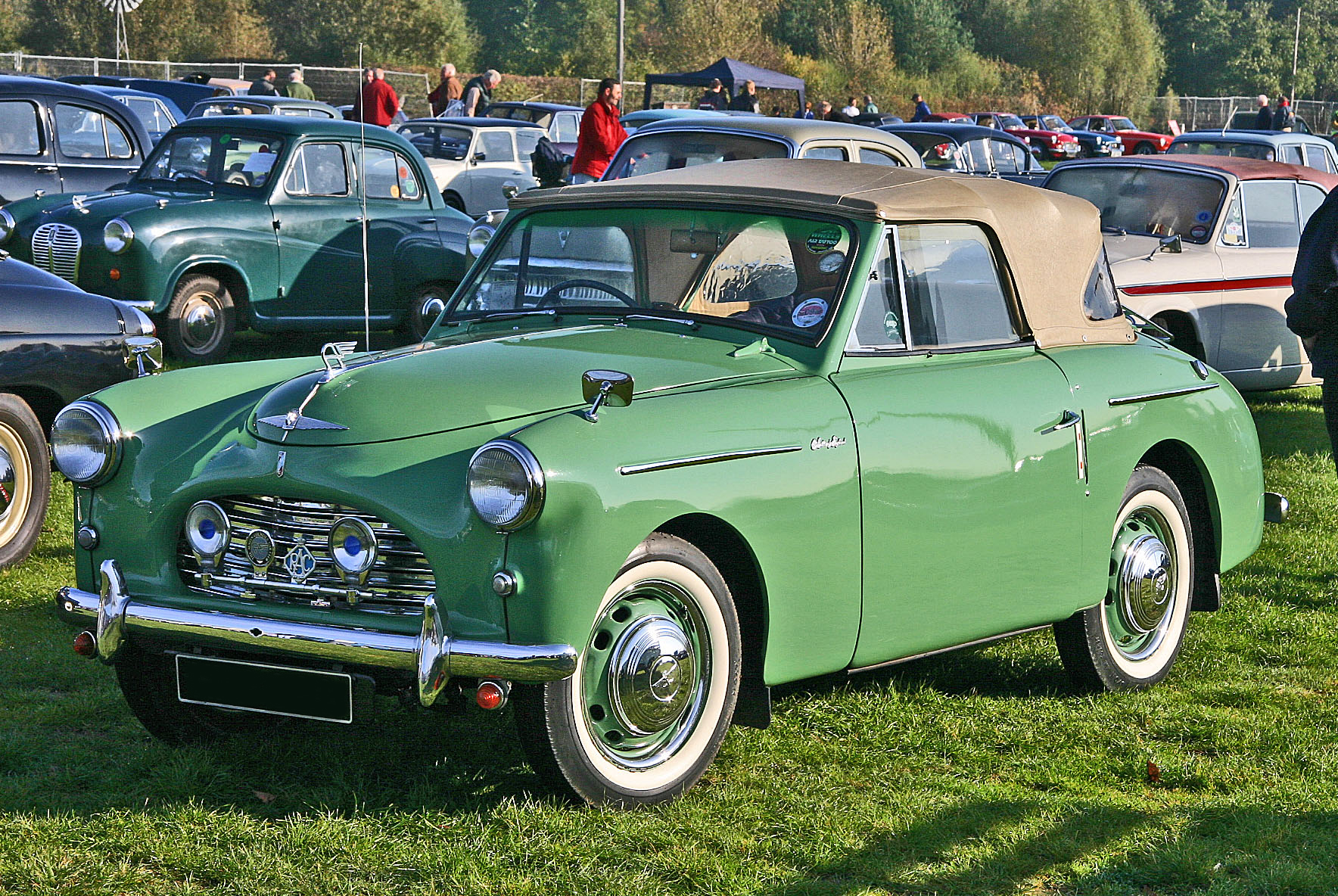
Austin A40 Sports

Див. Austin A40 щодо інших автомобілів «Остін» з індексом А40
Austin A40 Sports — легковий автомобіль, що виготовлявся Austin Motor Company впродовж 1950—1953 рр. Вперше був представлений на Лондонському автосалоні у 1949 р. Легковик з кузовом від Jensen Motors позиціонувався як варіант Austin A40 з кузовом кабріолет (зокрема, мав значок Austin of England, фігурку  на капоті у вигляді букви «А» з крилом).
Виготовлення А40 Sports, що попри назву не був справжнім спортивним автомобілем, розпочалось у листопаді 1950 р. До закінчення виробництва у 1953 р. виконали понад 4 тис. авт. 

## Огляд
Леонадр Лорд (голова правління Austin), побачивши Jensen Interceptor, замовив у Jensen Morots (Вест-Бромвіч) створення кузова під агрегати A40.
Останній розробив дизайнер Ерік Ніл (англ. Eric Neale), що приєднався до Jensen у 1946 р. після роботи у Wolseley Motors. Протягом виробництва виготовлені Jensen кузова транспортувались до Лонгбриджу на кінцеве збирання.
А40 Sports був не єдиним результатом співпраці Austin та Jensen.
Як і бажав Лорд, A40 Sports був виконаний на базі Austin A40 Devon, проте його рама також зазнала змін, отримавши центральну трубу (на зразок хребтових рам).
На двигуні (з робочим об'ємом 1,2 л) встановлювались два карбюратори SU, що збільшили потужність з 42 к.с. (31 кВт) до 46 к.с. (34 кВт). Важіль перемикання передач знаходився на підлозі. Кермовий механізм — типу черв'як-ролик.
Передня підвіска — незалежна пружинна, задня — залежна на напівеліптичних ресорах.
Виготовлялись дві серії A40. Перша GD2, що вироблялась з листопада 1950 р. мала важіль перемикання передач на підлозі, аналогічну до «Девона» дошку приладів. Друга серія — GD3, котру виробляли з серпня 1951 р. по квітень 1953 р., мала важіль перемикання передач на кермовій колонці, 
повністю гідравлічний гальмівний привід, змінену дошку приладів. Загалом було виготовлено 4011 авт.

## Динамічні характеристики
Austin А40 Sports з важкістю підтримував крейсерську швидкість 60–65 миль/год (97–105 км/год). Попри це, у 1951 р. журнал The Motor випробував автомобіль й виявив максимальну швидкість у 77,8 миль/год (125,2 км/год), розгін 0—60 миль/год (97 км/год) за 25,6 с.
Тести встановили витрату палива у 29,3 миль на імперський галон (9,6 л/100 км, 24,4 милі на амер. галон).
Подібні результати отримав журнал Autocar у 1950 р., зазначивши розгінну динаміку автомобіля «не вражаючою, але більш ніж адекватною». Гальма та кермове керування було оцінені високо, разом з «дуже хорошим багажним простором» та «добре зчитуваними приладами».
Однак було відзначено, що при «значному просторі поблизу ніг» мав застосовуватись напідлоговий перемикач світла фар.

## Ринкова ціна
У США — першочерговому цільовому ринку — А40 коштував близько $2200 (еквівалент $21 750 у 2015 р.).
У Великій Британії автомобіль коштував £818, у той час, коли популярний шестициліндровий седан Vauxhall Velox пропонувався за £550, а седан від того самого «Остіна» коштував трохи більше £500.

## Навколо світу у 1951 р.
Для збільшення попиту на А40 Sports Леонард Лорд вдався до рекламного трюку,
посперечавшись з Аланом Хессом (англ. Alan Hess) з рекламного відділення Austin, що той не зможе об'їхати земну кулю за 30 днів. У 1951 р. керований Хессом А40 Sports здійснив навколосвітню подорож за 21 день — швидше ніж планувалось, однак при асистуванні вантажного літака.
Кожного дня автомобіль долав 475 км з витратою 29 миль на галон, проїхавши близько 10 000 миль.

## Зовнішні посилання
- Austin A40 Sports Round the World in Three Weeks [Архівовано 6 серпня 2018 у Wayback Machine.]
- Austin Counties Car Club [Архівовано 10 березня 2022 у Wayback Machine.] — сайт власників
- See Photos: Austin A40 Sports Engine Bay, Boot